# Navatu (Atoll)
Navatu, auch Tova, ist ein ringförmiges Korallenatoll im Archipel der Lau-Inseln im Pazifischen Ozean. Politisch gehört es zur Eastern Division des Inselstaates Fidschi. 

## Geographie
Navatu liegt vergleichsweise isoliert in der Korosee, zwischen der Moala Group der Lau-Inseln im Westen und der Southern Lau Group im Osten. Die nächsten Landmassen sind die Inseln Totoya im Südwesten, Moala im Nordwesten und Vanua Vatu im Nordosten in je rund 50 km Entfernung. Das Atoll hat Abmessungen von etwa 5 × 4 km und weist eine Gesamtfläche von 19 km² auf. Das Saumriff umschließt nahezu komplett die bis zu 24 m tiefe Lagune und reicht im äußeren Bereich an die Meeresoberfläche. In Abhängigkeit von den Gezeiten wird eine Höhe von bis zu 0,6 m über dem Meer erreicht, so dass Navatu eine große Gefahr für die Seeschifffahrt darstellt. Am 11. Juli 1989 lief hier die Fähre Matthew Flinders auf Grund; Besatzung und Passagiere konnten gerettet werden.